# Уния (футбольный клуб, Солец-Куявски)
«Уния» (пол. «Unia») — польский футбольный клуб из города Солец-Куявски.

## История
Футбольный клуб был основан в 12 июля 1924 года в городе Солец-Куявски. Первоначально это был спортивный клуб, в котором были секции футбола и гимнастики. После Второй мировой войны футбольный клуб возобновил свою деятельность, а в 1948 году объединился с местным клубом «Вичер» и начал выступать под названием «Колежарз» вплоть до 1957 года. В 1957 году футбольному клубу было возвращено первоначальное название «Уния». На протяжении многих сезонов футбольный клуб являлся участником низших дивизионов польского футбола, неоднократно становившись призёром чемпионатов.

## Главные тренеры
| Главный тренер    | Период работы |
| ----------------- | ------------- |
| Збигнев Стефаняк  | 2012—2013     |
| Пётр Грушка       | 2013—2014     |
| Гжегож Водкевич   | 2014          |
| Кшиштоф Яблонский | 2016—2017     |
| Гермес            | 2017          |
| Ремигиуш Кус      | 2017—2018     |
| Якуб Гжельчак     | 2020—2022     |
| Даниэль Катерла   | 2022          |
| Андрей Кононенко  | 2022—2023     |
| Даниэль Катерла   | 2023          |
| Роберт Томчак     | 2023          |
| Роберт Войчик     | 2023—н. в.    |